# الباطنية (مسلسل)

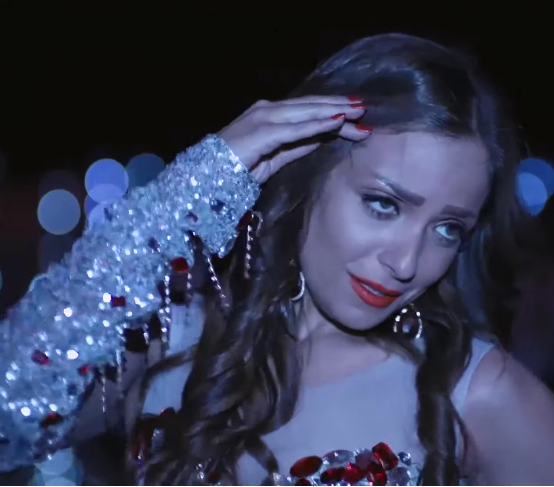
ريم البارودي في دور مروة

المسلسل مأخوذ من فيلم الباطنية لنجمة الجماهير نادية الجندي حيث يعتبر من أفضل كلاسيكيات السينما المصرية والعربية الذي حطم أرقاماً قياسية في شباك التذاكر عنذ عرضه سنة 1980 لمواضيعه الجريئة والجديدة محققاً أعلى الإيرادات في تاريخ السينما المصرية.
عرض المسلسل في شهر رمضان 1430 هـ / 2009 بطولة غادة عبد الرازق، وصلاح السعدني، وأحمد فلوكس، ولوسي، وآخرين، حيث نالت غادة عبد الرازق جائزة أفضل ممثلة في المسلسل  وجائزة أفضل ممثلة في الوطن العربي.
تدور أحداث المسلسل حول أحد أباطرة تجارة المخدرات في حي الباطنية، الحي الذي اشتهر في فترة سابقة كأحد أهم معاقل تجارة المخدرات في مصر، من خلال البطل المحوري إبراهيم العقاد الذي يتستر خلف تجارة الأخشاب لكنه في الحقيقة يتاجر في المخدرات. الطاقم: إخراج محمد النقلي، بطولة: صلاح السعدني، غادة عبد الرازق، لوسي، أحمد فلوكس، ميمي جمال، هياتم.

## المسلسل
- المسلسل يعرض على قنوات المحور، نايل لايف، 2M حاليا ودبي والمستقبل وقنوات أخرى.
- عرض المسلسل الباطنية في رمضان على 15 قناة.

قنوات العرض في رمضان 2009
.نايل دراما
.أوسكار دراما
.art حكايات
.المحور
.الفراعين
.ديرة
.العقارية....إلخ
- مكون من 33 حلقة.
- مخرج: محمد النقلى
- مؤلف: مصطفى محرم

## بطولة
صلاح السعدني
غادة عبد الرازق
أحمد فلوكس
لوسي
ريم البارودي
حجاج عبد العظيم
محمد عبد الحافظ
أحمد صيام
شمس
هياتم
ميمي جمال
أشرف مصيلحي